# Slattefors sluss

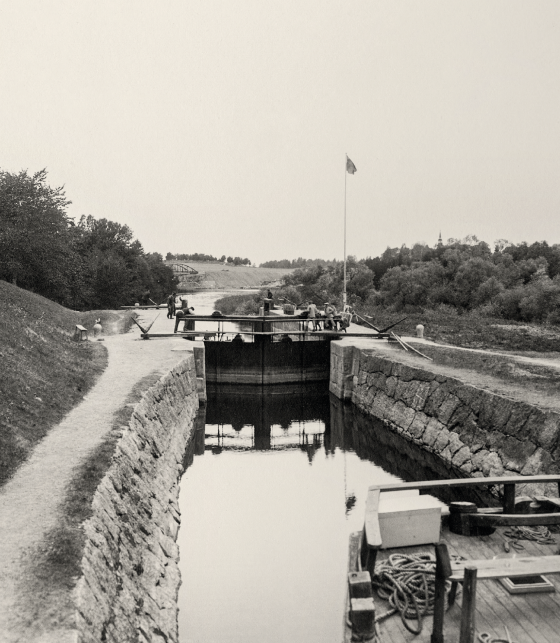
Slattefors sluss, vy uppströms mot norr. Foto: Johan Emanuel Thorin.

Slattefors sluss är en sluss i Kinda kanal. Den ligger vid herrgården Slattefors i Landeryds socken i Linköpings kommun, söder om Linköping vid Stångån.
Kinda kanal var färdigbyggd 1870. Slattefors sluss är den femte slussen i ordning uppströms från sjön Roxen. Den ligger mellan Hjulsbro sluss nedströms och sjön Ärlången och Sturefors sluss uppströms. Liksom övriga slussar söder om Linköping kan den ta fartyg med upp till 24,5 meters längd och 4,6 meters bredd. Vid Slattefors är höjdskillnaden 3,2 meter.
Vid slussen finns också ett kraftverk, som anlades 1960. Tidigare fanns en kvarn i forsen och en liten smedja. 
Med start 1958 konstruerades fasta broar över Kinda kanal, med en minsta höjd på 3,09 meter. Den sista kvarvarande svängbara bron över kanalen fanns i Slattefors. Den revs under 1980-talet.